# خانه کیا موسوی
منزل کیا موسوی مربوط به دوره قاجار است و در لاهیجان، میدان چهار پادشاه، محله گابنه، کوچه طایفه واقع شده و این اثر در تاریخ ۱۱ مهر ۱۳۸۳ با شمارهٔ ثبت ۱۱۱۵۲ به‌عنوان یکی از آثار ملی ایران به ثبت رسیده است.